# Wilhelm Röpke

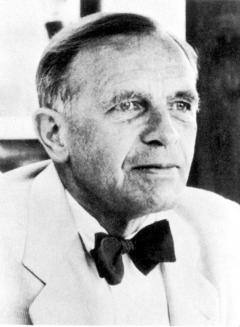

Wilhelm Röpke, född 10 oktober 1899 i Schwarmstedt, provinsen Hannover, död 12 februari 1966 i Genève, var en tysk-schweizisk ekonom. Han räknas som den viktigaste personen bakom det tyska ekonomiska undret och var med om att lägga grunden till Tysklands sociala marknadsekonomi.

## Liv

### Bakgrund och karriär
Röpke kom från en liberal borgerlig landsortsbakgrund och vanns tidigt för socialismen, men kom på andra tankar när han läste Mises' Nation, State, and Economy. Han studerade först juridik och statsvetenskap, men övergick senare till nationalekonomi. Han blev 1922 docent i Marburg och utnämndes ett par år senare till professor i Jena. Vid 24 års ålder var han landets yngsta professor. Han kom senare att inneha en gästprofessur vid Rockefeller-stiftelsen, en lärostol i Graz 1928, ordinarie professurer i Marburg 1929-32, Istanbul 1933-37, samt Genève 1937-1966, där han i några år var kollega med Ludwig von Mises. Under 1950-talet var Röpke rådgivare år Konrad Adenauers finansminister Ludwig Erhard.

### I landsflykt från nazisterna
Röpke vände sig i en artikel, skriven under pseudonym, mot korporatismen i den konservativt-revolutionära "Tat-gruppen", och inför riksdagsvalet 1930 varnade han i ett flygblad för nationalsocialisterna. En vecka efter Hitlers maktövertagande talade han i ett föredrag för Wiens sociologiförbund ut om sin syn på nationalsocialismen, som han beskrev som barbarisk och såg som ett hot mot människoanden, nyss frigjord i det demokratiska samhället. Det ledde till att han avskedades från sin tjänst och såg sig tvungen att gå i landsflykt, först till Turkiet, senare till Schweiz.

### Stöd för Apartheidregimen i Sydafrika
Mot bakgrund av Sharpevillemassakern 1960 skrev Röpke ett  försvar för apartheidregimen, där han bland annat kallade Sydafrika för en "vit bastion".

## Ekonomiska och sociala idéer
I början av sin karriär var Röpke en utpräglad anhängare av klassisk liberalism, upplysningens rationalistiska ideal och determinism. Under intryck av personliga erfarenheter och inflytande från Alexander Rüstov utvecklades han i konservativ riktning. Han erkände marknadens enastående förmåga att samordna otaliga människors aktiviteter, men ifrågasatte tanken att en harmoni mellan olika människors intressen skulle garantera ett välordnat samhälle. Tvärtom tenderar marknaden, ansåg han, att underminera sociala institutioner som den behöver, till exempel familjen och lagstyre. Konkurrens underminerar mänsklig solidaritet. Han ansåg också att marknaden kan framkalla friktioner och vara inhuman och att inte ens dess effektivitet och överflöd är odelat positiva, i ljuset av de sociala och andliga konsekvenser de ofta har.
Mot denna bakgrund betonade Röpke betydelsen av rättigheter, sedvänjor och sociala normer och värden för det samhälleliga och ekonomiska livet. Han var inte beredd att låta marknaden påverka dessa obehindrat, utan erkände statens och centralbankens ansvar härvidlag. Men den viktigaste rollen spelades av kulturen - individerna bör inrikta sig på karaktär, självdisciplin, samhällsanda, måttlighet och en hög etik om marknaden skall fungera. Ledstjärnor i Röpkes ekonomiska principer var humanism och småskalighet. Den ekonomiska politiken, social- och finanspolitiken hade i uppgift att beskydda de svaga - dock ej genom en långtgående välfärdspolitik - att balansera intressen, upprätthålla regler och begränsa marknadens makt. Han framhöll gemenskap och humanitet som motvikt mot en ensidig individualism, samtidigt som han förblev en stark motståndare till kollektivism och scientism. 
Den moderna välfärdsstaten hade ingen vän i Röpke, eftersom han i förmyndarstaten såg en överhängande fara för otillbörlig styrning av medborgarnas liv och övergrepp på deras egendom. Med hänvisning till Tysklands erfarenheter under nationalsocialismen varnade han för att statlig kontroll av ekonomi och samhälle kunde göra människorna servila. Därför kan man inte göra avkall på marknadsekonomin. Men han underströk att marknaden kan ha mer än en form och att vi är fria att bestämma denna inom vissa ramar som den ekonomiska vetenskapen anger. Följaktligen kallade han sin position den "tredje vägen" eller "social marknadsekonomi" eftersom den kombinerar marknadsekonomi med tillgodoseende av allmän nytta.
Bekämpande av inflation fick en stark ställning i Röpkes ekonomiska program. Detta motiverade han på etiska grunder. Ökad penningvolym betyder att det nya kapitalet introduceras i ekonomin genom vissa personers händer. Dessa kan köpa varor till rådande pris, men allteftersom pengarna kommer i omlopp stiger priserna och de nya innehavarna av kapitalet kan inte dra samma nytta av dem. Inflation innebär alltså, enligt Röpke, föga annat än legaliserad stöld och omfördelning av egendom.
Röpke vände sig också emot europeisk politisk integration, eftersom den baserar sig på centralisering av makten. Detta tenderar att leda till massdemokrati, där väljare med privata intressen vid uppnådd majoritet roffar åt sig av tillgångarna. Decentralisering är, enligt Röpke, mest gynnsamt för valet av kompetenta ledare som är kända för integritet.
Röpke förknippas med den ekonomiska skolan ordoliberalism. I Civitas Humana beskriver han den som "liberal konservatism" och ställer den i motsättning till kapitalism.

## Inflytande
Ludwig Erhard gav ett oförbehållsamt erkännande åt Röpke för det inflytande han utövat på honom. Han uppger att han sög i sig innehållet i Röpkes böcker så som öknen suger i sig livgivande vatten.
Röpke bidrog till den europeiska högerns öppenhet för marknadsekonomin. "More than any other thinker in the twentieth century," skriver Zmirak, "it would be Ropke who helped to build a bridge between advocates of the free market on the one hand, and Christian humanists and conservatives on the other." Han hade också betydelse för vad Frank Meyer kallade fusionism, alliansen mellan libertarianer och traditionalister i USA.
Röpke var grundande medlem i Mont Pelerin Society, som verkar för marknadsekonomi och ett öppet samhälle och ur vars led åtta nobelpristagare i ekonomi utgått.